# Villarrabé
Villarrabé – gmina w Hiszpanii, w prowincji Palencia, w Kastylii i León, o powierzchni 80,29 km². W 2011 roku gmina liczyła 248 mieszkańców.